# Butea (Iași)
Butea é uma comuna romena localizada no distrito de Iaşi, na região de Moldávia. A comuna possui uma área de 37.29 km² e sua população era de 4262 habitantes segundo o censo de 2007.